# Jokin Uría
Jokin Uría Lekuona (Lezo, Guipúzcoa, 12 de febrero de 1965) fue un futbolista español que se desempeñaba como defensa lateral izquierdo.

## Clubes
| Club          | País   | Año         |
| ------------- | ------ | ----------- |
| Real Sociedad | España | 1985 - 1997 |
| SD Eibar      | España | 1997 - 1998 |